# جو مانتل
جو مانتل (انگلیسی: Joe Mantell; ۲۱ دسامبر ۱۹۱۵ – ۲۹ سپتامبر ۲۰۱۰) یک هنرپیشه اهل ایالات متحده آمریکا بود. وی بین سال‌های ۱۹۴۹ تا ۱۹۹۰ میلادی فعالیت می‌کرد.

## گزیده فیلمشناسی
از فیلم‌ها یا برنامه‌های تلویزیونی که وی در آن نقش داشته‌است می‌توان به آثار زیر اشاره کرد.
- مارتی (فیلم) (۱۹۵۵)
- پرندگان (فیلم) (۱۹۶۳)
- قهرمانان کلی (۱۹۷۰)
- محله چینی‌ها (فیلم ۱۹۷۴) (۱۹۷۴)